# Muro en Cameros
Muro en Cameros es un municipio de la comunidad autónoma de La Rioja (España). Se encuentra entre el monte de El Cabezo y El Cerro, muy cercano al alto de La Rasa con una altitud de 1.477 metros sobre el nivel del mar. 
El municipio ha mermado su población de manera significativa en los últimos años. Y es que los duros inviernos y el envejecimiento de la población, han hecho que muchas familias emigren hacia ciudades donde poder ganarse la vida. Sin embargo, el pueblo vuelve a recuperar la alegría a partir de primavera, cuando muchas familias y jóvenes se acercan hasta el lugar para pasar fines de semana o sus vacaciones.
Junto a la localidad pasa el río Muro. 

## Geografía humana

### Demografía
Cuenta con una población de 35 habitantes (INE 2024).
| Gráfica de evolución demográfica de Muro en Cameros entre 1842 y 2021                                                 |
| |
| Población de derecho según los censos de población del INE. Población de hecho según los censos de población del INE. |

## Administración
| Periodo   | Nombre                         | Partido |
| --------- | ------------------------------ | ------- |
| 1979-1983 | Faustino Santolaya Peña        | UCD     |
| 1983-1987 | Mariano Tabernero Rivas        | AP      |
| 1987-1991 | José Félix Santolaya Tabernero | AP      |
| 1991-1995 | José Félix Santolaya Tabernero | PP      |
| 1995-1999 | Mariano Tabernero Rivas        | PP      |
| 1999-2003 | Mariano Tabernero Rivas        | PP      |
| 2003-2007 | Mariano Tabernero Rivas        | PP      |
| 2007-2011 | Israel Ochoa Carrascosa        | PSOE    |
| 2011-2015 | Luis Tejada Tejada             | PP      |
| 2015-2019 | Luis Tejada Tejada             | PP      |
| 2019-2023 | Miguel Ángel Terroba Moreno    | PP      |
| 2023-act. | Miguel Ángel Terroba Moreno    | PP      |

## Icnitas
Durante el periodo Cretácico inferior formó parte de una llanura encharcada que se desecaba periódicamente, dejando atrás zonas fangosas en las que las huellas de dinosaurio quedaban marcadas a su paso. Con el tiempo éstas se secaban y cubrían con nuevos sedimentos cuyo peso prensaba las capas inferiores, haciéndolas solidificar en rocas con el paso de millones de años. La erosión ha ido desgastando las capas superiores haciendo visibles muchas de estas formaciones rocosas, permitiendo observar las icnitas.
En el municipio se encuentran los yacimientos de "La Cela A", B y C. Se sitúan en el curso del río Leza junto a la carretera a Jalón de Cameros y son de difícil acceso. En ellos se observan 119 huellas de dinosaurios carnívoros, herbívoros que caminaban a dos patas y a cuatro. En el primero de entre sus 21 huellas destaca el rastro de 13 pisadas de un herbívoro que caminaba a cuatro patas (saurópodo), con patas traseras grandes y redondas, y traseras más pequeñas con forma de media luna. En el segundo se aprecian 67 huellas, con 10 rastros de carnívoros con dedos largos, delgados y uñas afiladas, y 3 rastros de herbívoros que caminaban a dos patas con dedos anchos, cortos y redondeados, uno posiblemente de una cría. En el tercero hay 23 huellas, 12 de un herbívoro que caminaba a cuatro patas, las traseras ovaladas y las delanteras con forma de pezuña de caballo o media luna. Caminaría con un lento desplazamiento amblar de unos 2 km/h. Hay 11 icnitas aisladas de carnívoros.

## Lugares de interés

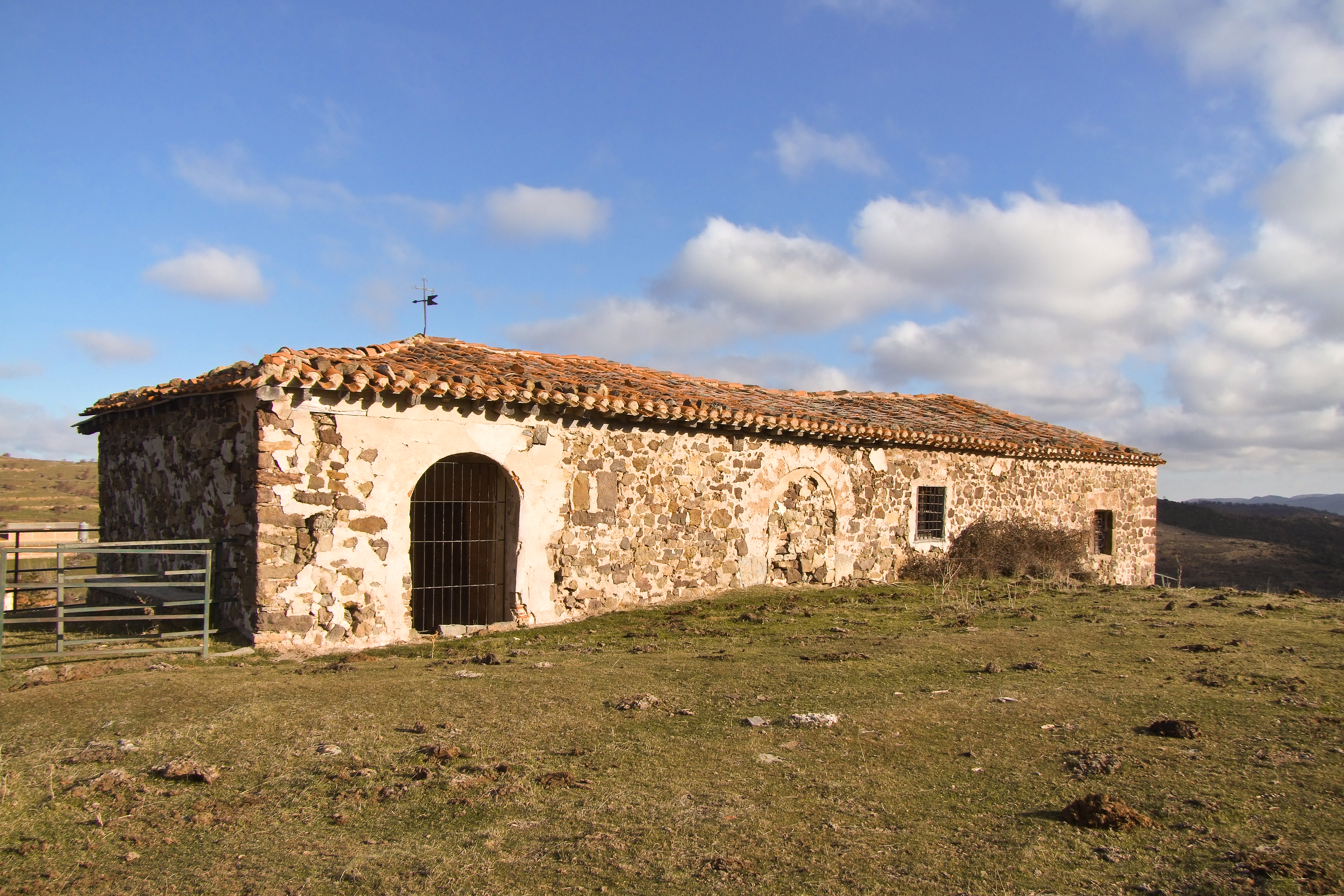
Ermita de la Virgen del Cerro.

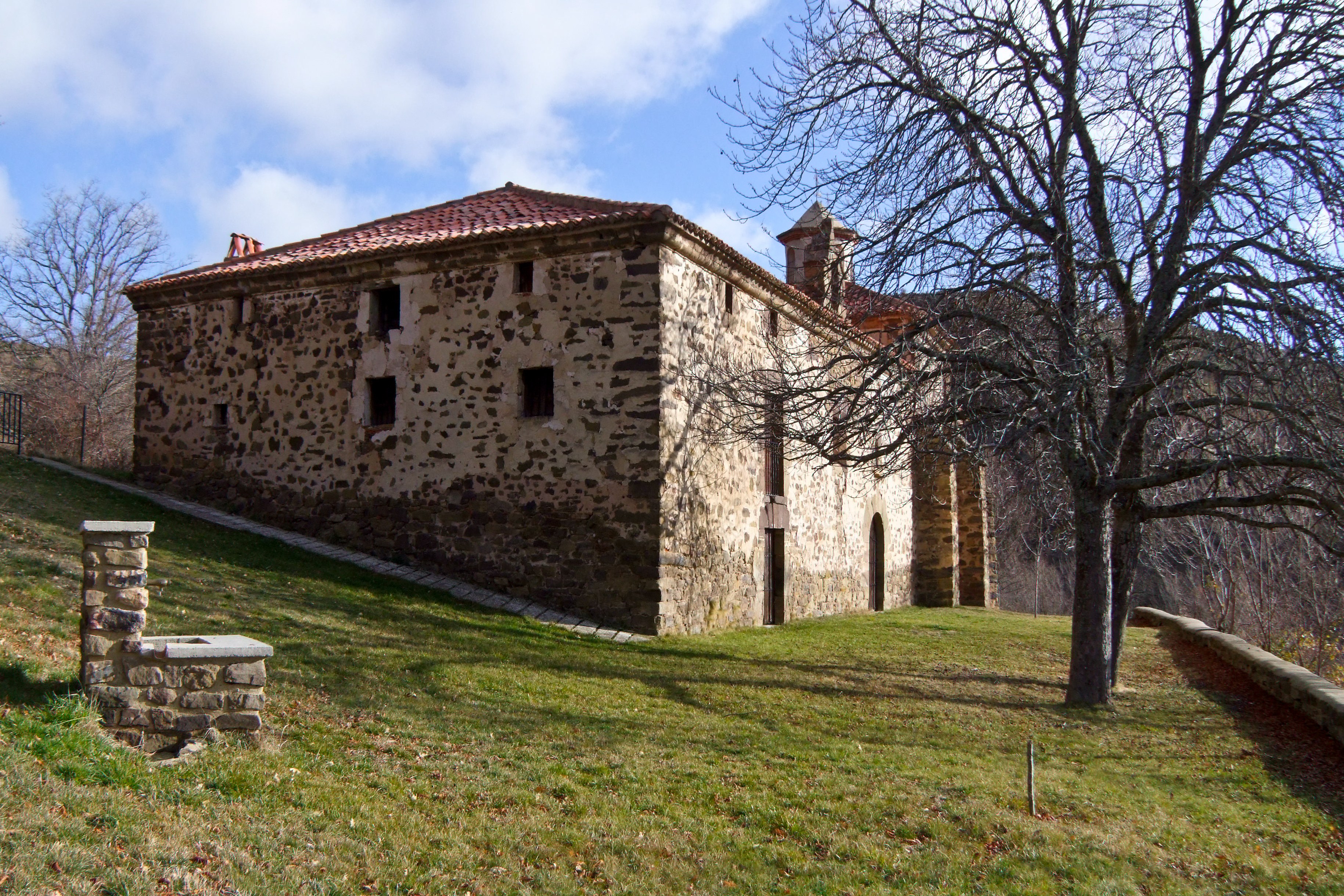
Ermita de la Cruz del Monte.

- Iglesia de Santa Margarita: en ella se guarda una pila bautismal románica, un Cristo de delicados rasgos filipinos y los cuadros que representan el milagro de la Ermita de Santa Cruz (situada en el monte a 3 km del pueblo). Llama la atención el suelo de teja del pórtico.
- Ermita de la Virgen del Cerro.
- Ermita de la Cruz del Monte.
- Árboles centenarios (hayas y quejigos).